# Heeramandi : Les Diamants de la cour
Heeramandi : Les Diamants de la cour (हीरामंडीः द डायमंड बाज़ार) est une série télévisée historique indienne en huit épisodes, créée par Sanjay Leela Bhansali et diffusée depuis le 1er mai 2024 sur Netflix.
La préparation de la deuxième saison est annoncée en juin 2024,.

## Synopsis
À Lahore, en 1920, dans Shahi Mahal, la luxueuse maison de courtisanes du quartier de Heeramandi, Rehana a vendu à un nawab le bébé de Mallika. Cette dernière tue Rehana et fait passer sa mort pour un suicide. Libérée des poursuites judiciaires par son amant Zulfikar, elle prend la place de Rehana et prive sa nièce Fareedan de son héritage.
Dans les années 1940, Mallikajaan règne avec cruauté et injustice sur les courtisanes de Shahi Mahal, alors que le peuple indien commence à contester le joug de l'empire britannique et de son armée d'occupation. La jeune Alam, la plus jeune fille de Mallika et passionnée de poésie, rencontre Tajdar, le petit-fils de la bégum Qudsia, sans connaître son identité. Ayant fait ses études à Oxford, il remet en cause l'occupation britannique et risque de se mettre en danger. Bibbo, fille aînée de Mallika, partisane du mouvement pour l'indépendance de l'Inde, veut passer à la lutte armée. De son côté, l'inspecteur général de la police impériale, Henderson, doit mater toute révolte populaire, y compris en tirant sur les manifestants.

## Fiche technique
Sauf indication contraire, les informations mentionnées dans cette section peuvent être confirmées par la base de données cinématographiques IMDb,  présente dans la section « Liens externes ».
- Titre original : हीरामंडी
- Titre français : Heeramandi : Les Diamants de la cour
- Création : Sanjay Leela Bhansali
- Réalisation : Sanjay Leela Bhansali
- Scénario : Sanjay Leela Bhansali, Divya Nidhi et Vibhu Puri
- Musique : Benedict Taylor et Naren Chandavarkar
- Photographie : Sudeep Chatterjee, Mahesh Limaye, Huenstang Mohapatra, Ragul Dharuman
- Montage : Sanjay Leela Bhansali
- Société de production : 	Bhansali Productions
- Société de distribution : Netflix
- Pays de production :  Inde
- Langue originale : hindi, ourdou anglais
- Format : couleur
- Genre : comédie dramatique historique
- Dates de première diffusion : 1er mai 2024 sur Netflix

## Distribution
- Manisha Koirala : Mallikajaan, la maîtresse des courtisanes de Shahi Mahal
- Sonakshi Sinha : Rehanajaan, l'ancienne maîtresse des courtisanes de Shahi Mahal, sœur aînée de Mallikajaan et de Waheeda / Fareedanjaan : la fille de Rehana, maîtresse des courtisanes de Khwabgah
- Aditi Rao Hydari : Bibbojaan, la fille aînée de Mallikajaan
- Sharmin Segal Mehta : Alamzeb, la plus jeune fille de Mallikajaan
- Sanjeeda Sheikh : Waheeda, la petite sœur de Rehana et Mallikajaan
- Richa Chadha : Lajwanti "Lajjo", la fille adoptive de Mallikajaan
- Taha Shah Badusha : Nawab Tajdar Baloch, avocat et amoureux d'Alamzeb
- Farida Jalal : Qudsia Begum, la grand-mère de Tajdar
- Adhyayan Suman : Zoravar Ali Khan / Imaad, le fils de Mallikajaan et le client de Lajjo / Zulfikar jeune
- Fardeen Khan : Wali Bin Zayed-Al Mohammed, client de Bibbojaan et de Fareedan
- Shekhar Suman : Khan Bahadur Zulfikar Ahmed, le client de Mallikajaan
- Indresh Malik : Ustaad, serviteur de Mallikajan et amant de Cartwright
- Jason Shah : Alastair Cartwright
- Jayati Bhatia : Phatto, une servante de Mallikajaan
- Nivedita Bhargava : Satto, une servante de Mallikajaan
- Abha Ranta : Mallikajaan jeune
- Vaishnavi Ganatra : Waheeda jeune
- Shruti Sharma : Saima / Mirza Begum, la servante d'Alamzeb, amante d'Iqbal
- Rajat Kaul : Iqbal "Balli" Singh, le cocher de Mallikajaan, amant de Saima
- Pratibha Ranta : Shama, la fille de Waheeda
- Anuj Sharma : Hamid Mohsin Ali
- Mark Bennington : Samuel Henderson

## Épisodes
1. Mallikajaan : La reine d'Heeramandi
2. Fareedanjaan : Le retour de la rivale
3. Waheedajaan : Le traumatisme
4. Alamzeb : L'innocente
5. Tajdar : Le dilemme amoureux
6. Tajdar et Alamzeb : La nation ou l'amour
7. Bibbojaan : Longue vie à la révolution
8. Heeramandi : Le chant du cygne

## Production

### Développement
Si les personnages sont inventés, ils s'inspirent des tawa’ifs, courtisanes formées à la musique, à la danse et à la poésie qui bénéficiaient d'une certaine indépendance dans l'Inde ancienne, qui ont peu à peu disparu après 1890 tout en se reconvertissant dans le chant et le cinéma. La série s'inspire de l'histoire authentique du quartier de Heera Mandi à Lahore, « un véritable quartier rouge pendant la colonisation britannique. Cette région a été le foyer des tawaifs, un terme désignant les courtisanes, durant l'Empire moghol ».
Le créateur de la série, Sanjay Leela Bhansali, a déclaré : « J'étais fasciné par ces personnages. Et j'ai trouvé ces femmes si belles et si charmantes. Elles étaient tellement éduquées. Elles connaissaient l'art de la conversation. C'étaient des artistes. Ces courtisanes devaient être célébrées. Beaucoup de mes films parlent de ces femmes. Ces femmes qui ont été privées de leur dignité, de leurs droits », souhaitant raconter leur histoire et les placer au centre d'une fiction.

### Choix des actrices
Plusieurs vedettes indiennes ont accepté des rôles principaux de la série : Manisha Koirala, célèbre depuis les années 1990 et vue dans des comédies romantiques récentes sur Netflix, interprète Mallikajan, Aditi Rao Hydari tient le rôle de Bibbo et Richa Chadha, vue sur Prime Video dans le jeu Inside Edge, incarne Lajjo.
Le rôle d'Alamzeb est revenu à Sharmin Segal Mehta, la nièce du réalisateur, et épouse du milliardaire Aman Mehta.

### Tournage
Le tournage a eu lieu en studio à Bombay.
Les décors ont été reconstitués dans le style de l'architecture moghole.

## Accueil
The Times of India estime que « tout en étant visuellement époustouflant, Heeramandi souffre d'un rythme irrégulier. […] l'histoire et le scénario auraient pu être plus astucieux et captivants. […] mais l'expérience cinématographique persistera longtemps après sa conclusion ».
NDTV remarque que « les identités religieuses ne divisent pas les combattants. Leur engagement pour l'indépendance les unissait. Dans le climat qui a cours dans l'Inde d'aujourd'hui, l'adhésion au syncrétisme bien ancré du sous-continent est un élément thématique marquant qu'il ne faudrait pas perdre dans la lumière hypnotique de l'univers clinquant de Heeramandi que Bhansali fait naître. Heeramandi : Les diamants de la cour n'est pas que faste et apparence. À la fois nostalgique et élégiaque, il possède un contenu qui vaut plus que tout le brillant et la splendeur de son emballage ».
Pour Écran Large, « La mise en scène est minutieuse, savamment réfléchie. Les décors et les costumes illuminent l’écran. […] Pour venir compléter son triomphe technique, le réalisateur peut compter sur un casting féminin absolument prodigieux ». Mais « Le cinéaste lance trop de pistes, trop de sous-intrigues et nous introduit trop de personnages secondaires ». En conclusion, « Au-delà du simple regard critique sur la colonisation, Heeramandi dresse un parallèle subtil et passionnant entre l’Empire britannique et le gouvernement indien actuel ».
Pour The New Feminist, « dans Heeramandi [Sanjay Leela Bhansali] ne se prive pas de diaboliser le joug colonial et notamment la manière dont le colonialisme a brisé les femmes indiennes. Dans Heeramandi, plusieurs des femmes de pouvoir ont des échanges avec des hommes des deux côtés du conflit, pour finir par joindre résolument les rangs de la lutte pour la libération. Cela revêt une importance toute spéciale quand le rôle qu'ont joué les femmes dans l'indépendance de l'Inde est largement oublié ou méconnu ». Un critique regrette cependant la présence d'une scène d'agression sexuelle non nécessaire.
Les historiens pakistanais ont rappelé qu'il s'agissait d'une œuvre de fiction et non d'une représentation fidèle de la réalité historique,.